# Rosacris
Rosacris is een geslacht van rechtvleugeligen uit de familie doornsprinkhanen (Tetrigidae). De wetenschappelijke naam van dit geslacht is voor het eerst geldig gepubliceerd in 1931 door Bolívar.

## Soorten
Het geslacht Rosacris  is monotypisch en omvat slechts de volgende soort:
- Rosacris antennata (Bolívar, 1931)